# 赤毛のエイリークのサガ
赤毛のエイリークのサガ（あかげのエイリークのサガ、アイスランド語：Eiríks saga rauða、赤毛のエリクのサガ）は、サガの一つでアイスランド人のサガに分類される。

## 概要
赤毛のエイリークのグリーンランド入植とソルフィン・カルルセフニのヴィンランド探検を中心に扱うサガである。
同じ題材を扱った『グリーンランド人のサガ』と比べ、探検の描写が具体的である点、キリスト教色が強調されている点、それにグズリーズ・ソルビャルナルドーティルが物語の重要な役割を果たす点に特徴がある。
『グリーンランド人のサガ』には『赤毛のエイリークのサガ』についての言及があるので、『グリーンランド人のサガ』の作者はこのサガを参考にしたようである。しかし、両者に記されている内容はかなり異なっており、互いに矛盾する点も多く見られる。
このサガは2冊の写本、ハウクスボーク（14世紀）とスカールホルトスボーク（Skálholtsbók、15世紀）に保存されている。現代の文献学者はスカールホルトスボークのほうがより原本に近いとしている。オリジナルは13世紀に書かれたとされる。

## あらすじ

### エイリークのグリーンランド入植

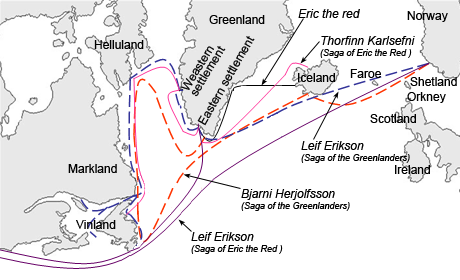
『赤毛のエイリークのサガ』、『グリーンランド人のサガ』で述べられているヴィンランド、ヘッルランド、マルクランドへの航路予想図

ソルヴァルド・アースヴァルズソン（Þorvaldr Ásvaldsson）とその息子エイリークは殺人事件をおこし、ノルウェーを追放されてアイスランドに移住する。エイリークはアイスランドでまた殺人を犯し、追放処分をうける。そこでエイリークはグンビョルン・ウールフスソン（Gunnbjörn Ulfsson）が西に流されたときにみたという陸地を探し、そこに移住することにした。そしてエイリークは首尾よくグリーンランドを発見し、ブラッターフリーズ（Brattahlid）に定住した。エイリークはショーズヒルドと結婚しており、レイフとソルステインという2人の兄弟がいた。ソルステインは父と共にグリーンランドで暮らし、レイフはノルウェーでオーラーヴ・トリュクヴァソン王のもとに滞在していた。

### ソルビョルンとグズリーズの移住
アイスランド追放の際にエイリークを助けた仲間の一人、ヴィーヴィルの息子ソルビョルンは、経済的な理由からその娘グズリーズを連れてグリーンランドへ移住する。このとき金持ちのエイナルは美しいグズリーズに縁談を持ちかけたが、ソルビョルンは断る。移住先のグリーンランドで大飢饉が起き、困ったソルビョルンたちの集落は高名な女予言者ソルビョルグを招いて吉凶を占ってもらうことにする。ソルビョルグは占いの準備に必要な『ヴァルズロクル』（霊を呼び寄せる歌）を歌える女性はいないかとみなに尋ねる。ただ一人、その歌を知っていたグズリーズは歌うよう求められるが、キリスト教徒の彼女はためらう。結局説得されてグズリーズが歌うと、ソルビョルグの占いはたちまち成功する。ソルビョルグはお礼にグズリーズの未来を占い、「お前の子孫はアイスランドで繁栄するだろう」と予言する。その後、ソルビョルグが占った通り天候はすぐに回復した。

### レイフの航海

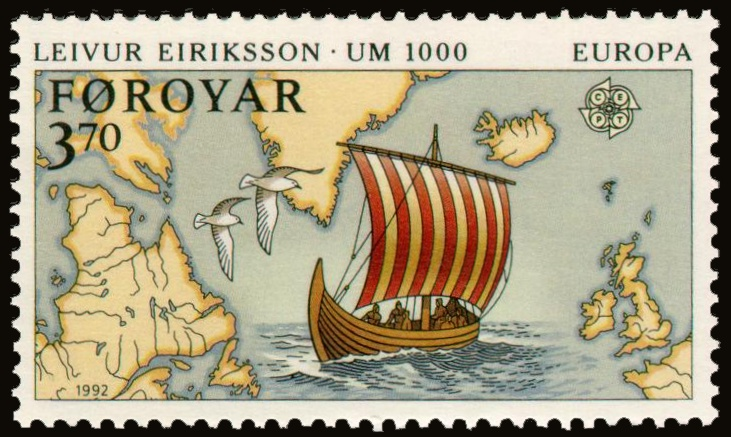
フェロー諸島の切手「レイフ・エリクソンのアメリカ発見」

ある日、エイリークの長男、レイフ・エリクソンはグリーンランドからノルウェーへ向かう途中でヘブリディーズ諸島に流され、魔女ソールグンナと仲むつまじくなり子をもうける。ヘブリディーズ諸島を出帆したレイフはノルウェーでオーラーヴ・トリュクヴァソン王に謁見し、王からグリーンランド布教の任務を授かる。グリーンランドへ帰る途中、偶然にも小麦とブドウの木が自生している陸地ヴィンランドを発見した。さらに船が難破して漂流している人びとを見つけて助けた。以来、彼は幸福なレイフと呼ばれるようになった。
帰ってきたレイフは、ノルウェー王の命令通りグリーンランドにキリスト教を広めた。父エイリークはなかなか受け入れようとしなかったが、母ショーズヒルドは間もなく改宗し、エイリークスフィヨルドに教会を作らせた。これ以来、2人の夫婦仲は悪くなった。

### ソルステインの航海
まもなく、ブラッターフリーズではレイフが見つけた陸地ヴィンランドのことが話題に登り、皆でそこに行こうということになった。リーダーはエイリークの子ソルステインに決まった。エイリークも同行を要請され、気乗りはしなかったが皆の意見に逆らえず嫌と言えなくなってしまった。船に20人と少なめの家畜、武器と食料が詰め込まれた。
出帆当日、エイリークは金と銀のつまった箱を隠してから出ようとしたが、落馬して脇腹の肋骨を折り、上腕の付け根を痛めた。負傷したエイリークは「金銀を隠した罰が下ったのだ」、と妻に打ち明け、航海に出ることを断念した。それからソルステインたちは意気揚々と出発したが目的地に辿り着けず、秋の終りにようやくエイリークスフィヨルドに帰りついた。そしてブラッターフリーズに戻り、冬を越した。

### ソルステインの死
帰ってきたソルステインは、グズリーズに結婚を申し込んだ。本人からも父親からも色よい返事をもらい、秋に二人は結婚した。しかし、冬になって間もなく疫病が蔓延し、ソルステインは死んでしまった。その夜、しばらくするとソルステインの死体が起き上がり、グズリーズを呼び出す。グズリーズに会うと、神のご加護と慈悲についてとくとくと述べ、グリーンランドの多くのものが神を粗末にしている、と語った。そしてグリーンランド人とは結婚しないこと、財産を教会と貧しい人々に寄付することを頼んだ。それだけ言うと、ソルステインの死体は再び崩れ落ちるように倒れた。彼の亡骸はエイリークスフィヨルドの教会に葬られた。夫を失い、遺産を相続したグズリーズはエイリークの家に引き取られた。

### ソルフィンの探検

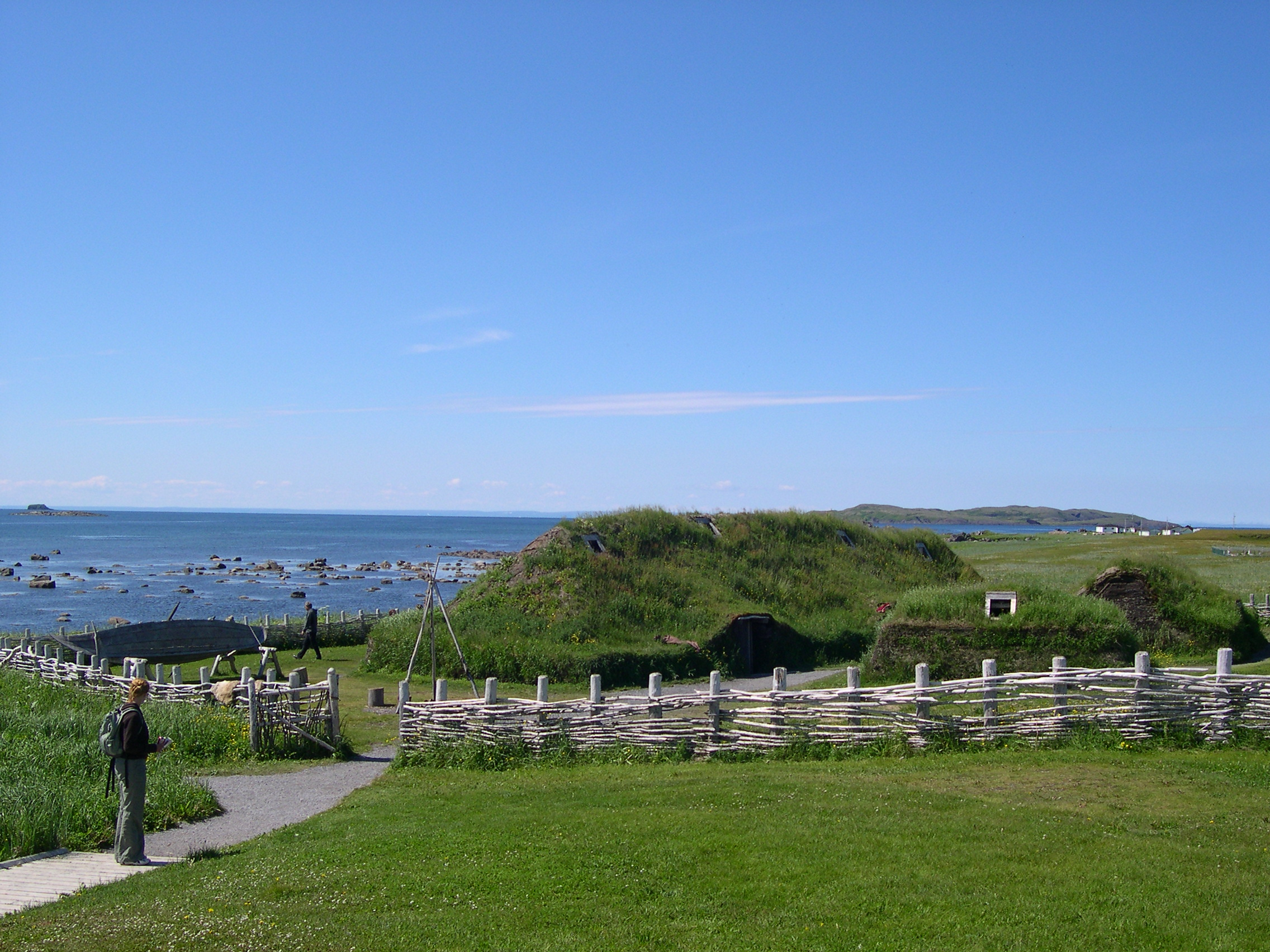
ニューファンドランド島、ランス・オー・メドー国立歴史公園のヴァイキング居住跡

ある夏、優秀な船乗りだったアイスランドの若者ソルフィン・カルルセフニは、仲間と共に40人で船に乗り込み、秋にブラッターフリーズへやって来た。ソルフィンたちはエイリークに気前良く取引に応じ、エイリークも寛大に礼を返し、2人は仲良くなった。そして冬至の宴の準備の便宜を図ったことをきっかけに、エイリークは息子の未亡人グズリーズをソルフィンと結婚させた。
その冬、ブラッターフリーズではヴィンランド探検の話題が持ち上がり、春にソルフィンが行くことになった。この航海にはエイリークが他の女性との間にもうけた娘フレイディース（Freydís Eiríksdóttir）とその夫ソルヴァルズ、さらにはエイリークのもう一人の息子ソルヴァルドも一行に加わった。一行の総勢は160人だった。
ソルフィンの一団はまずグリーンランド西部入植地へ向かい、ビャルンエイ（熊の島）を目指した。2日間そこから南に進むと、大きな平たい岩のある陸地を見つけ、ここをヘッルランド（Helluland、平岩の国）と名付けた。そこから2日間航海し、進路を南東に変えると、森に覆われた土地を見つけた。ここはマルクランド（Markland、森の国）と名づけた。さらに、マルクランドの南東の対岸に島を見つけた。その島で熊を仕留めたので、ビャルンエイ（熊の島）と名付けた。
そこから陸地に沿って長いこと南に進路をとると、岬を見つけた。その岬で難破船の竜骨を見つけたので、キャラルネス（竜骨岬）と名付けた。また、右舷には驚くほど長い砂浜の海岸線が伸びており、その海岸線にはフルズストランディル（驚異の海岸）と名付けた。そこから陸地に湾が入り込んでいたので、そのうちの一つに船を進めた。そこでブドウの房と野生の小麦を見つけた。その後、とある入り江に船を進め、その入り江と入口にある島をそれぞれストラウムフィヨルド（急流の入り江）とストラウムエイ（急流の島）と名付け、入り江に上陸した。そこで冬を越したが、食糧が不足する事態に陥いる。海岸に鯨が打ち上げられたので解体して食べると、皆食あたりを起こしてしまった。
次に北上するか、それとも南下するかで乗組員の一人、「狩人」のソールハッルルとソルフィンの意見が対立した。ソールハッルルは偽キリスト教徒で、もともと他の船員とそりが合わなかった。彼は結局、少数の仲間とともに船に乗り込み独断で北に進路を取ったが、そのまま西からの向かい風に遭いアイルランドまで流されてしまった。かれらはそこで奴隷にされて生涯を終えたという。
一方、ソルフィンたちは別の船でさらに陸地に沿って南下した。長いこと船を走らせると、川を見つけたので、そこの河口に錨を降ろした。この土地は非常に肥沃で、その地の低地帯には野生の小麦畑が、森が見えるところにはブドウの木が広がり、川は魚で溢れていた。森にはありとあらゆる動物が数えきれないほどいた。彼らはそこに半月ほどとどまり、家畜を育てて暮らした。

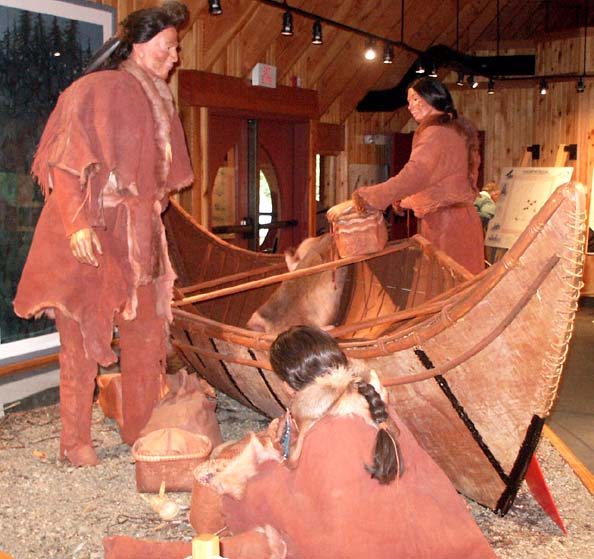
ニューファンドランド島の先住民べオスック族の復元像

### 先住民との遭遇
ある朝早く、革張りの船に乗った先住民（スクレリング）に遭遇した。そのときはなにもせずに逃げてしまったが、次に来たときには彼らはソルフィンに交易を持ちかけた。先住民たちは特に赤い布を欲しがり、持ってきた革製品と毛皮と交換した。また、先住民はノース人の武器を交換したがったが、ソルフィンはそれを禁じた。そのとき突然、ソルフィンの飼っていた牛が突っ込んできて唸り声をあげ、それを聞いた先住民は驚いて逃げてしまった。
三週間後、彼らは武器を取り大軍勢でやってきて、攻撃を仕掛けてきた。激しい戦闘が始まったが、先住民は棒の先につけた大きな黒っぽい球体を投げつけてきた。未知の武器に遭遇したノース人は恐れをなし、みな一目散に岩場に逃げ去り、そこで戦った。しかし身重だったフレイディースは踏みとどまり、仲間の死体から抜き身の剣をひったくり、胸をあらわにし、その剣で胸を叩いて威嚇した。これを見た先住民は恐れをなして逃げだした。この戦闘でノース人には2人、先住民には大量の死者が出た。

### ソルフィンの帰還
ヴィンランドは肥沃な土地だが、先住民の攻撃に晒されるわけにもいかないので、ソルフィンは故郷に帰ることにした。ヴィンランドでさらに5人の先住民を殺したのち、ストラウムフィヨルドに戻ってきた。一説によれば、ビャルニとグズリーズという名の船員と100人の仲間は共にストラウムフィヨルドにとどまったという。
ソルフィンたちは北上し、キャラルネスを過ぎて西方へ船を進めた。左舷に陸地が見えたが、ずっと荒涼とした原野が続いた。更に進むと川を見つけ、その河口に船を入れて南岸に錨を降ろした。
ある朝突然、見知らぬ男がソルフィンたちのいる川辺に走りこんできた。その男は脚が一本しかなく、恐るべき速さで矢を射掛けてきた。エイリークの息子ソルヴァルドがその矢を腹に受け、ほどなく死んだ。一本脚の男はすぐに逃げ出し、ソルフィンたちは追いかけたが結局逃げられてしまった。それから北に船を返し、三度目の冬はストラウムフィヨルドにとどまった。最初この地に到着した冬にはソルフィンの息子スノッリが生まれていた。このときには3歳になっていた。
グリーンランドへ帰る途中、マルクランドで先住民の子供二人を捕まえ、言葉を教えて洗礼を受けさせた。2人の話では、先住民には2人の王がいて、人びとは岩穴や洞窟に寝泊まりしているという。さらに彼らの住んでいる土地の真向かいには、白い服をまとい、布切れの着いた棒を携え、大声を張り上げる人びとが住む土地があるという。
さて一行はグリーンランドに到着し、その冬はエイリークのもとで世話になった。その後、二度目の夏を迎えたときに、ソルフィンは妻子をともなってアイスランドの故郷へと帰った。ソルフィンの息子スノッリの一族は、その後、司教を三人輩出したという。